# Khalkhal
Khalkhal (farsi خلخال), Xelxal o Herowabad, è una città della provincia di Ardabil in Iran, capoluogo dell'omonimo shahrestān. Si trova in una zona montagnosa ricca di sorgenti minerali, a ovest dei monti Talesh.